# Bap Romano
Bap Romano – australijski kierowca i konstruktor wyścigowy.

## Biografia
Grał w rugby union w klubie Tweed Heads Seagulls. Karierę wyścigową Romano rozpoczął w 1969 roku od startów MG A. W grudniu 1981 roku kupił w Anglii silnik Cosworth DFV oraz nawiązał kontakt z pracownikiem Tyrrella, Neilem Davisem. To umożliwiło Romano rozpoczęcie prac nad samochodem własnej konstrukcji. Znajomość z Davisem pozwoliła Romano na zaprojektowanie zawieszenia na wzór Tyrrella 010. W połowie 1982 roku samochód, zbudowany wokół efektu przyziemnego, był gotowy do testów. Początkowo nazwany Kaditcha K583, został wystawiony do mistrzostw Australian Sports Car Championship. W 1983 roku, wskutek wysokiej awaryjności, Romano zajął szóste miejsce w klasyfikacji generalnej. Rok później samochód został udoskonalony i przemianowany na Romano WE84. W sezonie 1984 Romano wygrał cztery wyścigi i zdobył mistrzostwo ASCC. W latach 1985–1986 Australijczyk nie uczestniczył we wszystkich wyścigach serii. Na koniec sezonu 1985 zajął szóste miejsce, a 1986 – dziesiąte. Jednocześnie w 1986 roku zadebiutował w Australian Drivers' Championship, ścigając się Raltem RT4. Kierowca odniósł wówczas dwie wygrane i był trzeci w klasyfikacji kierowców. W 1988 roku, rywalizując Elfinem 852, był dwunasty, a rok później na Spa 001 – jedenasty.
Jest założycielem Romano Group, a także zespołu Romano Racing, który w latach 1995–2003 uczestniczył w serii V8 Supercar. W zespole tym ścigał się m.in. jego syn Paul.